# Crossover a fikcióban
A crossover (UK [crɔsoʊvə], US [cr'ɔ:s(')oʊv*ə:]), magyarul „keresztezési pont”, egy kifejezés, melyet arra a történetre, szituációra alkalmaznak a fikcióban (könyvekben, televíziós sorozatokban, filmekben, képregényekben stb.), mikor két, vagy több kitalált szereplő, akik eredetileg más történetekben szerepelnek, kölcsönhatásba kerülnek egymással. Ilyen crossoverek általában olyan kitalált szereplők esetében jönnek létre, melyek jogait ugyanaz a személy vagy vállalat birtokolja, de természetesen eltérő jogtulajdonosok által birtokolt kitalált szereplők között is létrejöhet crossover.

## Crossoverek

### Könyvekben
- Balzac szinte összes műve,
- Verne Gyula könyvei: Nemo kapitány, A rejtelmes sziget
- Kaland, Játék, Kockázat könyvek

### Filmekben, sorozatokban
- A Csillagkapu (televíziós sorozat) és a Csillagkapu: Atlantisz sorozat
- CSI: A helyszínelők, CSI: Miami helyszínelők, és a CSI: New York-i helyszínelők
- Vészhelyzet és a Harmadik műszak
- A Star Trek produkciók jelentős része
- Dr. Csont (11.Évad 5.Rész) és Az Álmosvölgy legendája (televíziós sorozat) (3.Évad 5.Rész)
- X-akták és Millennium
- Hercules és Xena
- Cobra-11 és A Bohóc
- Az Alien és a Predator filmek
- A Rémálom az Elm utcában és a Péntek 13 filmek
- A Disney Channel eredeti sorozataiban.
- A Magnum és a Gyilkos sorok, valamint a Magnum és a Simon & Simon sorozatok egyes epizódjai
- A Tetthely és A rendőrség száma 110 című sorozatokban
- A felügyelő és a Tetthely sorozatok
- A Derrick és a Tetthely sorozatok

### Arrowvezum
A The CW által bemutatott A zöld íjász, Flash – A Villám, Supergirl, A holnap legendái, Fekete Villám, Batwoman és a Superman & Lois sorozatok
| TV Évad | Crossover Címe           | Első Rész | Utolsó Rész        | Epizódok                                          | Epizódok                                          | Epizódok                                          | Epizódok                                          | Epizódok                                          |
| TV Évad | Crossover Címe           | Első Rész | Utolsó Rész        | A zöld íjász                                      | Flash – A Villám                                  | Supergirl                                         | A holnap legendái                                 | Batwoman                                          |
| ------- | ------------------------ | --- | ------------------ | ------------------------------------------------- | ------------------------------------------------- | ------------------------------------------------- | ------------------------------------------------- | ------------------------------------------------- |
| 2014-15 | Flash a Zöld íjász ellen | 2014. december 2. | 2014. december 3.  | 3. Évad 8. Rész A Bátor és a Vakmerő (2)          | 1. Évad 8. Rész Flash és az Íjász (1)             |                                                   |                                                   |                                                   |
| 2014-15 | Flash a Zöld íjász ellen | Oliver és csapata Central Citybe érkezik, hogy a bumerángos gyilkost elkapják. Barry megkéri Olivert, hogy segítsen elkapni egy újabb metahumánt. Ray Bivolo különleges képességével képes elérni, hogy az emberek elveszítsék az önkontrolljukat és ezt kihasználva rabol bankokat. Oliver a maga nyers stílusában közli Barryvel, hogy még sokat kell fejlődnie. A bizonyítás vágya hajtja a Villámot, ezért egyedül indul a metahumán után. Akciója azonban balul sül el: Bivolo megfertőzni Barryt. Dr. Wells és Joe egyetért abban, hogy az Íjász nincs jó hatással a fiúra, így Cisco és Caitlin veszi át az irányítást a laborban. Oliver és csapata egy titokzatos gyilkos után kutat, aki bumeránggal végez az áldozataival. A nyomozás során kiderül, hogy nem csak ők, hanem az Argus is keresi a férfit, hiszen a legutóbbi áldozat az ő egyik ügynökük volt. Bumeráng kapitány végső célpontja pedig nem más, mint Lyla Michaels. Bosszút akar állni, amiért egy régebbi, balul sikerült akció után likvidálni akarták azt az osztagot, amelyiknek ő is tagja volt. |                    |                                                   |                                                   |                                                   |                                                   |                                                   |
| 2015-16 | Hősök összefognak        | 2015. december 1. | 2015. december 2.  | 4. Évad 8. Rész A Tegnap Legendái (2)             | 2. Évad 8. Rész A Ma Legendái (1)                 |                                                   |                                                   |                                                   |
| 2015-16 | Hősök összefognak        | Egy titokzatos halhatatlan Kendrára vadászik, a nőt Barry és Cisco Star Citybe viszi és Oliver segítségét kéri. Ezalatt Caitlin és Harrison létrehoz egy sebességgyorsítót, ám a teszteléshez szükségük lenne Jayre, aki visszautasítja a felkérést. Oliverék Central Citybe mennek, hogy segítsenek Barryéknek. Vandal Savage egy halhatatlan egyiptomi pap, aki az újjászületésük után minden életükben végez a napjainkban Carter és Kendra néven élő Sólyomemberrel és Sólyomlánnyal. |                    |                                                   |                                                   |                                                   |                                                   |                                                   |
| 2015-16 | Világok Találkozása      | 2016. március 28. | 2016. március 28.  |                                                   |                                                   | 1. Évad 18. Rész Világok Találkozása              |                                                   |                                                   |
| 2015-16 | Világok Találkozása      | Supergirl új szövetségese a Villám, aki egy alternatív univerzumból érkezik, hogy segítsen Karának. |                    |                                                   |                                                   |                                                   |                                                   |                                                   |
| 2016-17 | Invázió                  | 2016. november 28. | 2016. december 1.  | 5. Évad 8. Rész Invázió 2. rész                   | 3. Évad 8. Rész Invázió 1. rész                   | 2. Évad 8. Rész Medúza                            | 2. Évad 7. Rész Invázió 3. rész                   |                                                   |
| 2016-17 | Invázió                  | Barry Allen éppen hallgatja Harrison "H.R." Wells (Föld 19) személyt, amikor hirtelen a műholdon kapnak egy jelzéstː egy meteor a belvárosban felé tart. Barry odamegy, hogy megnézze, majd a meteor becsapódik a földbe. Kiderül hogy nem meteor, hanem egy űrhajó, amiben űrlények vannak. Találkozik Lyla-val, aki elmondjaː az űrlények Dominátoroknak hívják magukat. Lyla megtiltja Barry-nek, hogy beavatkozzon. Aki ennek dacára összeállítja a Flash csapatot, a zöld íjász csapatot, hogy a legendák nyomán megvédjék a várost az űrlényektől. De hogy megtudják, valójában mivel is állnak szemben, ahhoz segítség kell. Ezért elmegy a Föld 38-ra, ahol találkozik Kara Danvers / Supergirllel, aki elmondja, valójában kicsodák a Dominátorok. Elindul a harc, az egyik Dominátor telepít egy űrlény-készüléket, amivel tudja irányítani az embereket. Később a csapat nagyrészt a szerkezet irányítása alá kerül, csak Barry és Oliver ússza meg. Később sikerült elpusztítani a szerkezetet, majd egy fénysugár felteleportálja a hajóra Olivert, Saraht, Rayt, Johnt és Theat. be rakja egy kamrába ahol álmodnak az életükről és rájönnek arra hogy nem a valóság fel ébrednek és a hajón vannak és próbálnak megszökni. Amikor a kamrában álmodnak az elveszett szeretteikről álmodnak akkor egy kicsit később emlékképek jelennek meg és rájönnek ez nem a valóság meg próbálnak ki szabadulni sikerül nekik fel ébredni és az űrlény hajón ébrednek fel és egy űrlény hajón menekülnek de sajnos rájönnek az űrlények elkezdik őket megtámadni és utána Nathan az időhajó segítségével megmenti őket utána Ray hallott az egyik űrlényt hallani hogy egy titkos fegyverről beszélnek ami a földet vette célba. ezért a meta-humánokat akarják kiirtani ezért azt találták hogy, lehetne hatástalanítani egy a fegyvert el kell fogniuk egy Dominátort de azt nem tudják hogyan de Nathan segítségével egy újság cikkben kiderült hogy melyik évben jelentek meg a Dominátorok az évszám 1951-ben el rabolnak egy Dominátor hogy állítsák le a fegyvert ezért vissza utaznak az időben és Nathan és Cisco és Felicity és Mick és Amaya. Mind a négyen vissza mennek az időben Redmond, Oregon állam 1951-ben hogy egy Dominátor elvigyenek a saját évük-be de sajnos Mick hevessége miatt bajba kerülnek és mind a hármukat és a Dominátort egy különleges alakulat elviszi őket hogy kísérletezzenek rajtuk a Dominátort elkezdenek kísérletezni rajta. |                    |                                                   |                                                   |                                                   |                                                   |                                                   |
| 2016-17 | Duett                    | 2017. március 20 | 2017. március 21.  |                                                   | 3. Évad 17. Rész Duett (2)                        | 2. Évad 16. Rész Rossz-csillagzat (1)             |                                                   |                                                   |
| 2016-17 | Duett                    | Egy új gonosztevő érkezik National City-be, mely kihívás elé állítja Supergirl-t. Mindeközben, Winn barátnője, Lyra bajba sodorja Winn-t, így Maggie siet a fiú segítségére. Kara-t (Supergirl) kómába ejti egy titokzatos férfi, és a barátai a Föld 1-re hozzák. Hamarosan Barry is követi őt, és egy musicalben találják magukat. Az egyetlen módja, hogy kijussanak, az az, ha követik a forgatókönyvet. |                    |                                                   |                                                   |                                                   |                                                   |                                                   |
| 2017-18 | Válság az X-földön       | 2017. november 27. | 2017. november 28. | 6. Évad 8. Rész Válság az X-földön, 2. rész       | 4. Évad 8. Rész Válság az X-földön, 3. rész       | 3. Évad 8. Rész Válság az X-földön, 1. rész       | 3. Évad 8. Rész Válság az X-földön, 4. rész       |                                                   |
| 2017-18 | Válság az X-földön       | Barry és Iris esküvője összehozza a bandát, de a dolgok rosszul sülnek el, amikor az X-Földről érkezett gonosztevők megtámadják a násznépet. Az összes szuperhős akcióba lép, és egyesítik erejüket barátaikkal, többek között Citizen Colddal, The Ray-jel, Felicity Smoakkal, Iris Westtel és Alex Danvers-szel az eddigi legveszélyesebb ellenséggel szemben. A Föld legmenőbb szuperhősei – a Zöld Íjász, Supergirl, The Flash és White Canary – vezetik csapataikat a harcba a világ megmentésére. |                    |                                                   |                                                   |                                                   |                                                   |                                                   |
| 2018-19 | Másvilágok               | 2018. december 9. | 2018. december 11. | 7. Évad 9. Rész Másvilágok, 2. rész               | 5. Évad 9. Rész Másvilágok, 1. rész               | 4. Évad 9. Rész Másvilágok, 3. rész               |                                                   |                                                   |
| 2018-19 | Másvilágok               | Supergirl, Flash és az Íjász életük harcát vívják. |                    |                                                   |                                                   |                                                   |                                                   |                                                   |
| 2019-20 | Végtelen Világok Válsága | 2019. december 8. | 2020. január 14.   | 8. Évad 8. Rész Végtelen világok válsága, 4. rész | 6. Évad 9. Rész Végtelen világok válsága, 3. rész | 5. Évad 9. Rész Végtelen világok válsága, 1. rész | 5. Évad 1. Rész Végtelen világok válsága, 5. rész | 1. Évad 9. Rész Végtelen világok válsága, 2. rész |
| 2019-20 | Végtelen Világok Válsága | Világok élnek, világok meghalnak. |                    |                                                   |                                                   |                                                   |                                                   |                                                   |
| 2021-22 | Armageddon               | 2021. november 16. | 2021. december 14. |                                                   | 8. Évad 1-5. Rész Armageddon, 1-5. Rész           |                                                   |                                                   |                                                   |
| 2021-22 | Armageddon               | Egy hatalmas földönkívüli fenyegetés titokzatos körülmények között eléri a Földet, ezért Barry, Iris és a Flash csapat többi tagja a képességeik határát feszegetve kénytelen harcba szállni a világ megmentése érdekében. Azonban, mivel fogytán az idejük, és az emberiség sorsa a tét, Flashnek néhány régi barát segítségére van szüksége a győzelemhez. |                    |                                                   |                                                   |                                                   |                                                   |                                                   |

### CBSsorozatok
A CBS által bemutatott JAG – Becsületbeli ügyek (1995-2005), NCIS (2003-), NCIS: Los Angeles (2009-), Hawaii Five-0 (2010-2020), NCIS: New Orleans (2014–2021), Skorpió – Agymenők akcióban (2014-2018), MacGyver (2016-2021), Magnum (2018-), NCIS: Hawaii (2021–) sorozatok crossoverei és backdoor pilot epizódjai.
| Sorozatok                                        | Crossover Epizód(ok)                                                    | Bemutató                            | Bemutató                               | Crossover Típusa    | Adó     | Adó              |
| Sorozatok                                        | Crossover Epizód(ok)                                                    | Eredeti                             | Magyar                                 | Crossover Típusa    | Eredeti | Magyar           |
| ------------------------------------------------ | ----------------------------------------------------------------------- | ----------------------------------- | -------------------------------------- | ------------------- | ------- | ---------------- |
| JAG – Becsületbeli ügyek és NCIS                 | A jégkirálynő (8x20)                                                    | 2003. április 22.                   | 2005. október 17.                      | Backdoor pilot      | CBS     | TV2              |
| JAG – Becsületbeli ügyek és NCIS                 | A fordulat (8x21)                                                       | 2003. április 29.                   | 2005. október 24.                      | Backdoor pilot      | CBS     | TV2              |
| NCIS és NCIS: Los Angeles                        | Legenda 1-2. rész (6x22-6x23)                                           | 2009. április 28. / 2009. május 5.  | 2010. február 22. / 2010. március 1.   | Backdoor pilot      | CBS     | TV2              |
| NCIS és NCIS: Los Angeles                        | Végzet (7x07)                                                           | 2009. november 10.                  | 2010. május 17.                        | Karakter megjelenés | CBS     | TV2              |
| Hawaii Five-0 és NCIS: Los Angeles               | A bunyó (2x06)                                                          | 2011. október 24.                   | 2012. július 2.                        | Karakter megjelenés | CBS     | PRO4             |
| Hawaii Five-0 és NCIS: Los Angeles               | Megérint a halál (2x21) / A halál érintése (3x21)                       | 2012. április 30. / 2012. május 1.  | 2012. július 17. / 2012. október 22.   | Két részes epizód   | CBS     | PRO4 / TV2       |
| NCIS és NCIS: New Orleans                        | A félhold városa, 1-2. rész (11x18-11x19)                               | 2014. március 25./ 2014. április 1. | 2014. október 2./ 2014. október 9.     | Backdoor pilot      | CBS     | TV2              |
| NCIS: Los Angeles és Skorpió – Agymenők akcióban | Szerepjáték (1x06)                                                      | 2014. október 27.                   | 2015. november 30.                     | Karakter megjelenés | CBS     | AXN              |
| NCIS és NCIS: Los Angeles                        | Fogd rá Rióra (7x05)                                                    | 2015. október 19.                   | 2016. november 24.                     | Karakter megjelenés | CBS     | AXN              |
| NCIS és NCIS: New Orleans                        | Testvérváros, 1. rész (13x12) / Testvérváros, 2. rész (2x12)            | 2016. január 5.                     | 2016. június 16./ 2016. október 13.    | Két részes epizód   | CBS     | TV2 / AXN        |
| NCIS és NCIS: New Orleans                        | Pandora szelencéje, 1. rész (14x15)/ Pandora szelencéje, 2. rész (3x14) | 2017. február 14.                   | 2017. augusztus 3. / 2017. október 19. | Két részes epizód   | CBS     | PRIME / AXN      |
| MacGyver és Hawaii Five-0                        | Elemlámpa (1x18)                                                        | 2017. március 10.                   | 2018. június 3.                        | Karakter megjelenés | CBS     | AXN              |
| Hawaii Five-0 és Magnum                          | Hol voltál, amikor leszakadt az ég? (10x12) / Ügynöklista (2x12)        | 2020. január 3.                     | 2020. április 7./ 2020. augusztus 12.  | Két részes epizód   | CBS     | PRIME / RTL Klub |
| Hawaii Five-0 és Magnum                          | Elveszve a tengeri permetben (10x18)                                    | 2020. február 28.                   | 2020. október 13.                      | Karakter megjelenés | CBS     | PRIME            |
| NCIS és NCIS: Hawaii                             | Újrakezdés (19x17) / TNT (1x18)                                         | 2022. március 28.                   | 2022. augusztus 11. / 2023. június 27. | Két részes epizód   | CBS     | PRIME / AXN      |
| NCIS és NCIS: Hawaii                             | Kölyökfalka (19x19)                                                     | 2022. május 2.                      | 2022. augusztus 25.                    | Karakter megjelenés | CBS     | PRIME            |
| NCIS és NCIS: Hawaii                             | Családi ügy (20x01) / Prisoners' Dilemma (2x01)                         | 2022. szeptember 19.                | 2023. április 20. / 2024. április 30.  | Két részes epizód   | CBS     | PRIME / AXN      |
| NCIS, NCIS: Hawaii és NCIS: Los Angeles          | Túl sok bába közt... (20x10) / Deep Fake (2x10) / Rég esedékes (14x10)  | 2023. január 9.                     | 2023. május 25. / 2024. május 28.      | Három részes epizód | CBS     | PRIME / AXN      |
| NCIS, NCIS: Hawaii és NCIS: Los Angeles          | A Thousand Yards (21x07)                                                | 2024. április 15.                   | 2024.                                  | Karakter megjelenés | CBS     | PRIME            |

### Scooby Doo
- Scooby Doo és a WrestleMania:
  - Scooby-Doo! Rejtély a bajnokságon (2014)
  - Scooby-Doo! és a WWE: Rejtély az autóversenyen (2016)
- Scooby-Doo! és a Kiss: A nagy rock and roll rejtély (2015)

### Cartoon NetworkRajzfilmek
| Sorozatok                                                                     | Crossover Epizód                              | Bemutató           | Bemutató           |
| Sorozatok                                                                     | Crossover Epizód                              | Eredeti            | Magyar             |
| ----------------------------------------------------------------------------- | --------------------------------------------- | ------------------ | ------------------ |
| Generátor Rex és Ben 10: Ultimate Alien                                       | Egyesült hősök (Heroes United)                | 2011. november 25. | 2012. november 10. |
| Tini titánok, harcra fel! és Pindúr pandúrok                                  | A titánok a pindúr pandúrok ellen (TTG v PPG) | 2016. június 30.   | 2017. január 21.   |
| OK K.O.! Legyünk hősök!, Ben 10, Tini titánok, harcra fel! és Steven Universe | Egy új szupercsapat (Crossover Nexus)         | 2018. október 8.   | 2019. május 17.    |
| Tini titánok, harcra fel! és Scooby Doo                                       | Rajzfilmes viszály (Cartoon Feud)             | 2019. október 4.   | 2019. november 13. |
| Tini titánok, harcra fel! és Villámmacskák akcióban                           | Tini titánok (Teen Titans Roar)               | 2020. április 4.   | 2020. május 18.    |
| Tini titánok, harcra fel! és DC Super Hero Girls                              | Szuperhős viszály (Superhero Feud)            | 2020. december 19. | 2021. május 15.    |
| Tini titánok, harcra fel! és DC Super Hero Girls                              | Az űr ház: 1-4. rész (Space House: Part 1-4)  | 2021. május 31.    | 2021. november 2.  |

#### Cartoon NetworkFilmek
| Sorozatok                                        | Film | Bemutató                                                                                     | Bemutató                                                     |
| Sorozatok                                        | Film | Eredeti                                                                                      | Magyar                                                       |
| ------------------------------------------------ | --- | -------------------------------------------------------------------------------------------- | ------------------------------------------------------------ |
| Scooby-Doo és Batman: A bátor és a vakmerő       | Scooby-Doo és Batman – A bátor és a vakmerő                                                                                | 2018. január 9. (DVD)                                                                        | 2018. január 31. (DVD) 2021. szeptember 3. (Cartoon Network) |
| Tini titánok, harcra fel! és Tini titánok        | Tini titánok a Tini titánok ellen (Teen Titans Go! vs. Teen Titans)                                                        | 2019. szeptember 24. (Digitális) 2019. október 15. (DVD) 2020. február 17. (Cartoon Network) | 2022. március 5.                                             |
| Scooby-Doo és Bátor, a gyáva kutya               | Straight Outta Nowhere: Scooby-Doo! Meets Courage the Cowardly Dog                                                         | 2021. szeptember 14.                                                                         | TBA                                                          |
| Tini titánok, harcra fel! és DC Super Hero Girls | Tini Titánok és Tini Szuperhősök: Káosz a multiverzumban (Teen Titans Go! & DC Super Hero Girls: Mayhem in the Multiverse) | 2022. május 24. (DVD) 2022. május 28. (Cartoon Network) 2022. június 28. (HBO Max)           | 2024. január 3. (HBO Max)                                    |

### NickelodeonSorozatok
| Sorozatok                                     | Crossover Epizód(ok)                     | Bemutató           | Bemutató                                |
| Sorozatok                                     | Crossover Epizód(ok)                     | Eredeti            | Magyar                                  |
| --------------------------------------------- | ---------------------------------------- | ------------------ | --------------------------------------- |
| iCarly és V, mint Viktória                    | Buli V, mint Viktóriával (3x11-13)       | 2011. június 11.   | 2011. október 21.                       |
| A Thunderman család és A Hathaway kísértetlak | A szellemes Thundermanék, 1. rész (2x05) | 2014. október 11.  | 2016. január 24.                        |
| A Thunderman család és A Hathaway kísértetlak | A szellemes Thundermanék, 2. rész (2x09) | 2014. október 11.  | 2016. január 24.                        |
| Veszélyes Henry és A Thunderman család        | Szuperhősök ha találkoznak (2x17-18)     | 2016. június 18.   | 2016. november 13. / 2016. november 20. |
| Veszélyes Henry és Game Shakers               | Vendég játékok, 1. rész (4x04)           | 2017. november 25. | 2018. május 27.                         |
| Veszélyes Henry és Game Shakers               | Vendég játékok, 2. rész (4x05)           | 2017. november 25. | 2018. június 3.                         |
| Veszélyes Henry és Game Shakers               | Vendég játékok, 3. rész (4x06)           | 2017. november 25. | 2018. június 10.                        |
| Veszélyes Henry és Lovag iskola               | Veszélyes Lovag (5x10)                   | 2019. február 2.   | 2019. július 7.                         |

### LEGO

#### Lego Ninjago: A Spinjitzu mesterei&Lego Dreamzzz
| Eredeti cím         | Magyar cím          | Rendezte      | Írta            | Eredeti premier   | Magyar premier   |
| ------------------- | ------------------- | ------------- | --------------- | ----------------- | ---------------- |
| Ninjago: Dream Team | Ninjago: Álomcsapat | Joel Salaysay | Tommy Andreasen | 2023. december 1. | 2024. március 8. |

### Képregényben
- Batman és Superman
- A Transformers képregény 2. része és Pókember
- Batman és Hulk
- Superman és Pókember
- Polgárháború